# Саркоцистоз
Саркоцистоз (саркоспоридиоз) — паразитарное заболевание рептилий, птиц и млекопитающих, вызываемое апикомплексами рода Sarcocystis (саркоцистами).

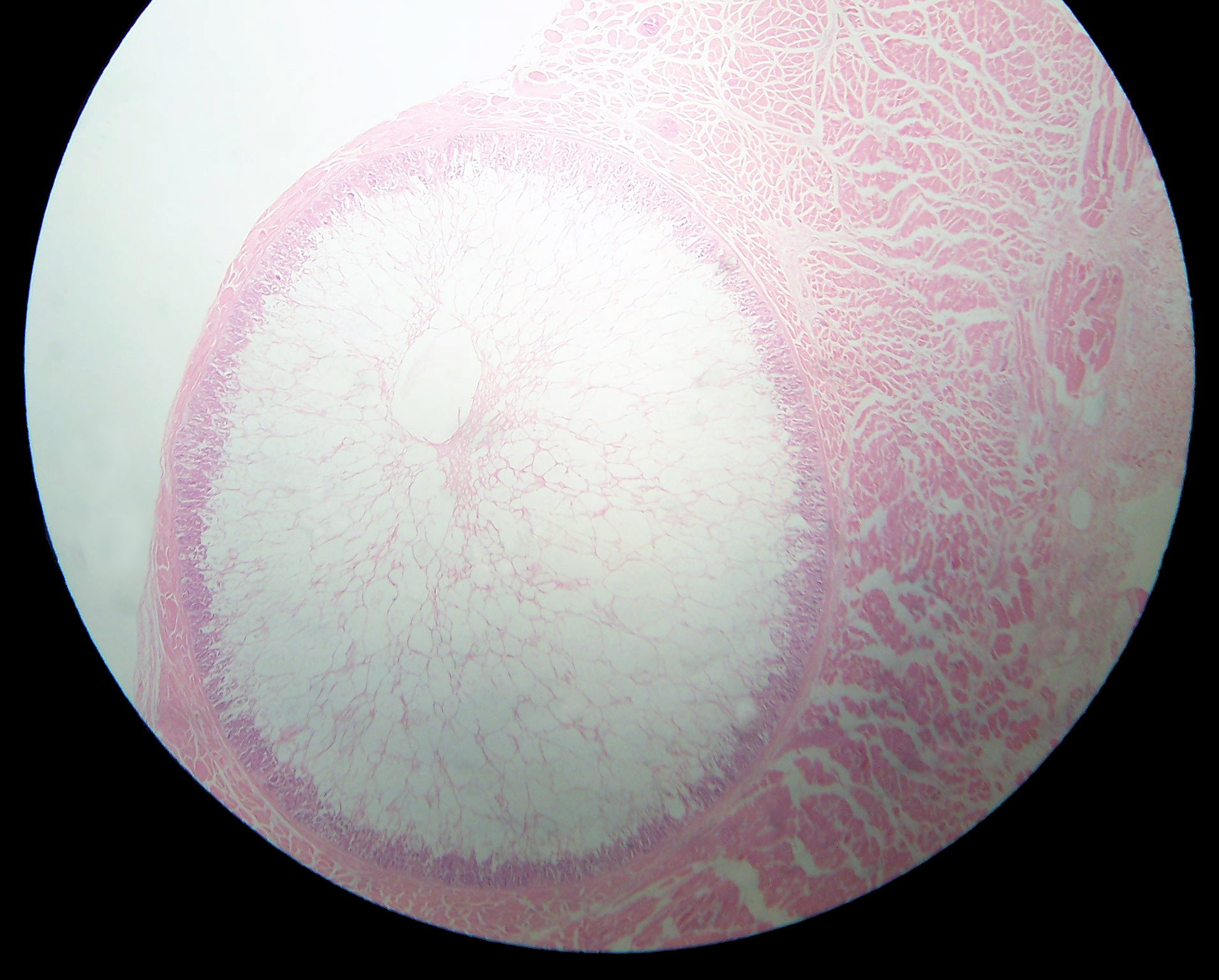
Циста при мышечном саркоцистозе в пищеводе овцы, размер около 4 мм.

Цикл развития саркоцист включает две фазы, протекающие в организмах двух хозяев, принадлежащих различным видам. Половая фаза размножения протекает в кишечнике основного хозяина и завершается образованием ооцист или спороцист, выделяемых с калом основных хозяев. Бесполая фаза происходит в организме промежуточного хозяина: при попадании в пищеварительный тракт ооцист или спороцист происходит высвобождение спорозоитов, которые проникают через стенки желудка или кишечника в кровоток и затем в мышцы, где образуют цисты, заполненные трофозоитами.

## Саркоспоридиозы человека
Саркоспоридиозы человека зачастую протекают бессимптомно и трудно диагностируются, человек при этом может выступать в роли как основного, так и промежуточного хозяина саркоцист.
Кишечный саркоспоридиоз наблюдается в случае, когда человек выступает в роли основного хозяина и вызывается видами S. hominis, S. suihominis и S. bovihominis. Инфицирование происходит при употреблении недостаточно обработанного (полусырого) мяса (свинины, говядины), содержащего саркоцисты, протекание обычно бессимптомно, в некоторых случаях сопровождается диспепсическими явлениями, лихорадкой, ознобом. Выделение спороцист с калом начинается на 10-й — 13-й день после инфицирования и может длиться до шести месяцев. Кишечный саркоспоридиоз достаточно широко распространён.
Мышечный саркоспоридиоз возникает при инфицировании спороцистами, когда человек выступает в роли промежуточного хозяина и вызывается S. lindemanni, инфицирование происходит спорозоитами, которые при проникновении в скелетные мышцы и миокард образуют цисты, которые впоследствии могут обызвествляться. В некоторых случаях сопровождается миалгией и общим недомоганием, встречается крайне редко.